# Puebla parva
Puebla parva är en fjärilsart som beskrevs av Frederick H. Rindge 1972. Puebla parva ingår i släktet Puebla och familjen mätare. Inga underarter finns listade.